# Incontro tra Diogene di Sinope e Alessandro Magno

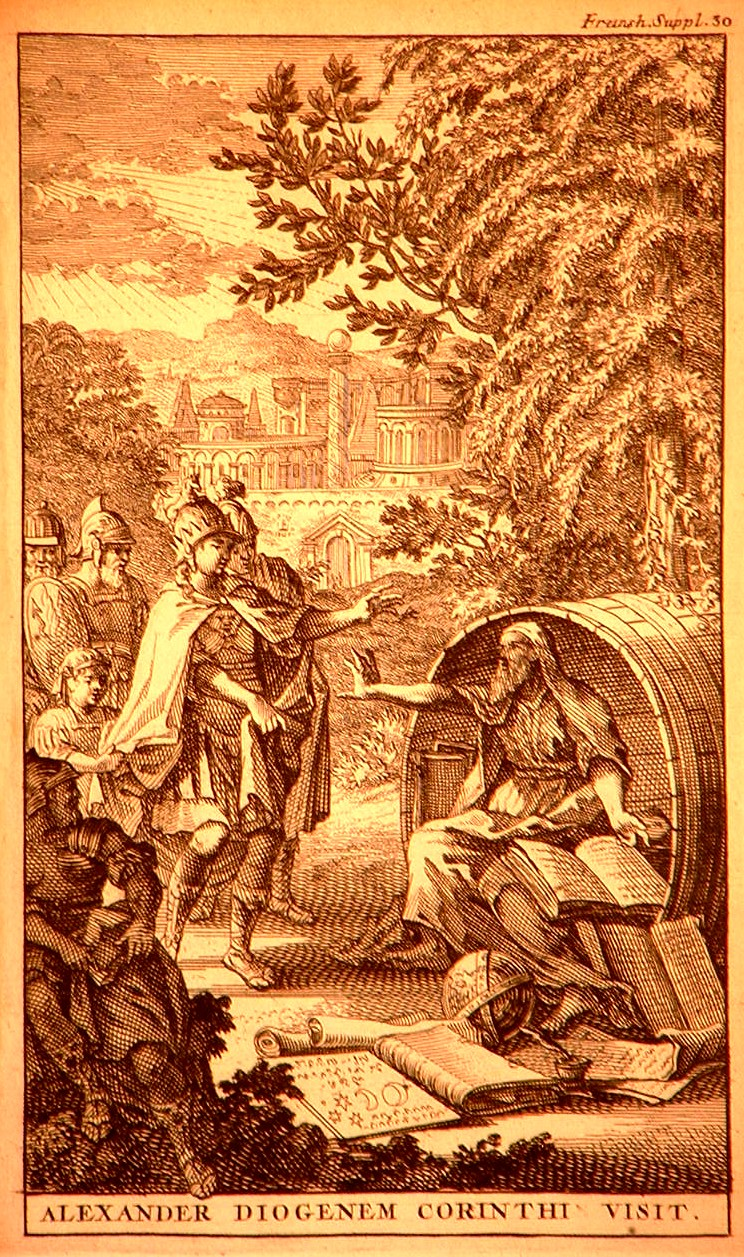
Alessandro rende visita a Diogene a Corinto - Diogene gli chiede di uscire dal suo sole (incisione)

L'incontro tra Diogene di Sinope e Alessandro Magno è uno degli aneddoti più dibattuti della storia della filosofia. Ne esistono molte versioni, e le più note lo citano come prova del disprezzo di Diogene per l'onore, la ricchezza e il rispetto.
Plutarco e Diogene Laerzio sostengono che Alessandro e Diogene morirono lo stesso giorno, nel 323 a.C. Anche se questa coincidenza è sospetta, l'aneddoto e l'incontro tra i due personaggi, è stato oggetto di molte opere letterarie e artistiche nel corso dei secoli, dagli scritti di Diogene Laerzio alla ricostruzione drammatica dell'incontro fatta da David Pinsker nel 1930 in Aleksandr und Diogene; tra gli scritti del Medioevo, diverse opere di Henry Fielding, e forse anche il Re Lear di Shakespeare. La letteratura e le opere d'arte sul soggetto sono estremamente ampie.
Esistono versioni su versioni dell'aneddoto, le cui origini della maggior parte di esse appaiono, direttamente o indirettamente, tratte dal resoconto dell'incontro fatto da Plutarco, la cui storicità reale è stata messa in dubbio. Molte delle versioni impreziosite dell'aneddoto non nominano uno dei due o entrambi i protagonisti, e alcune sostituiscono Socrate a Diogene.

## L'aneddoto originale

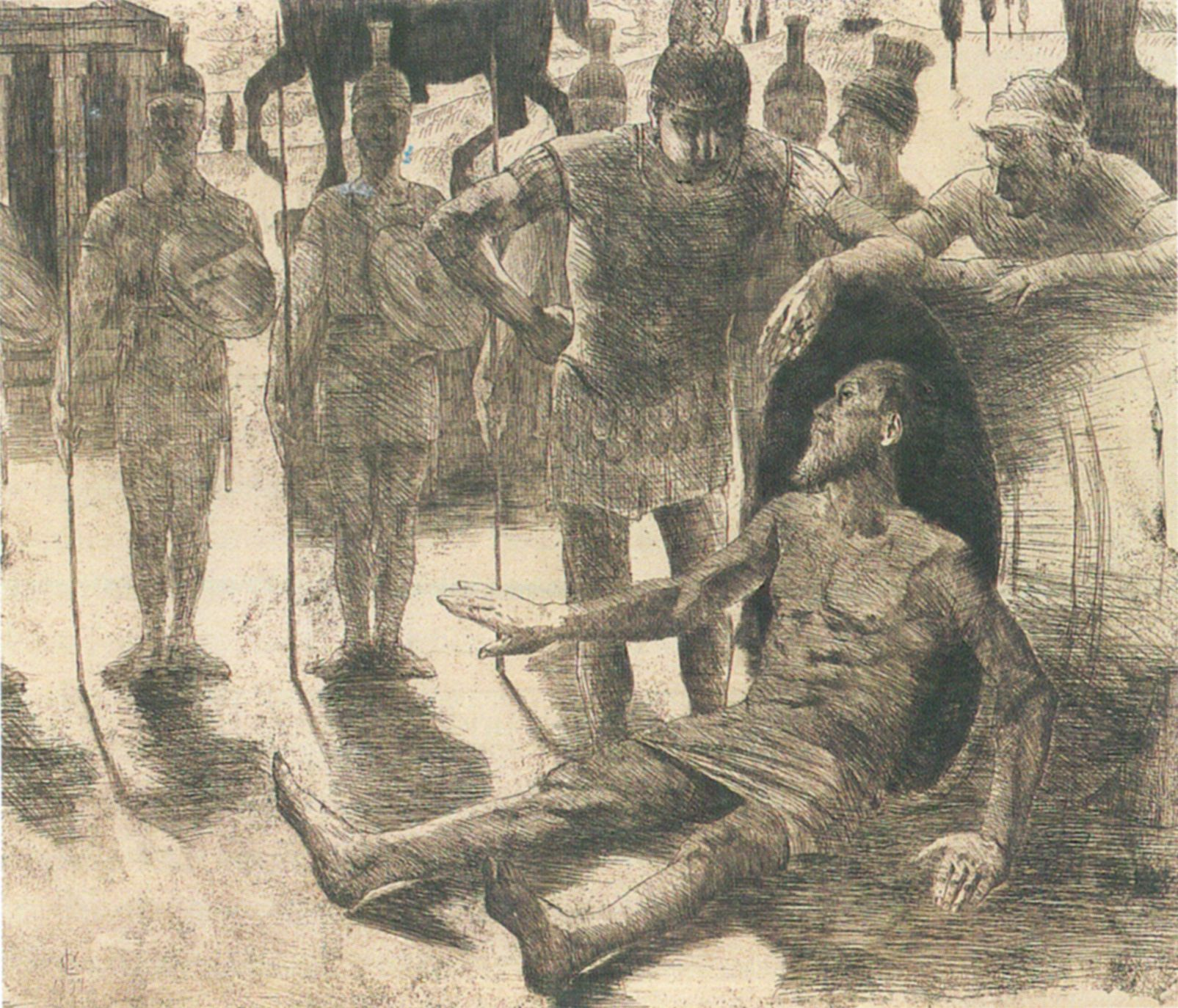
Alexander und Diogenes di Lovis Corinth, 1894, esposto alla Graphische Sammlung Albertina

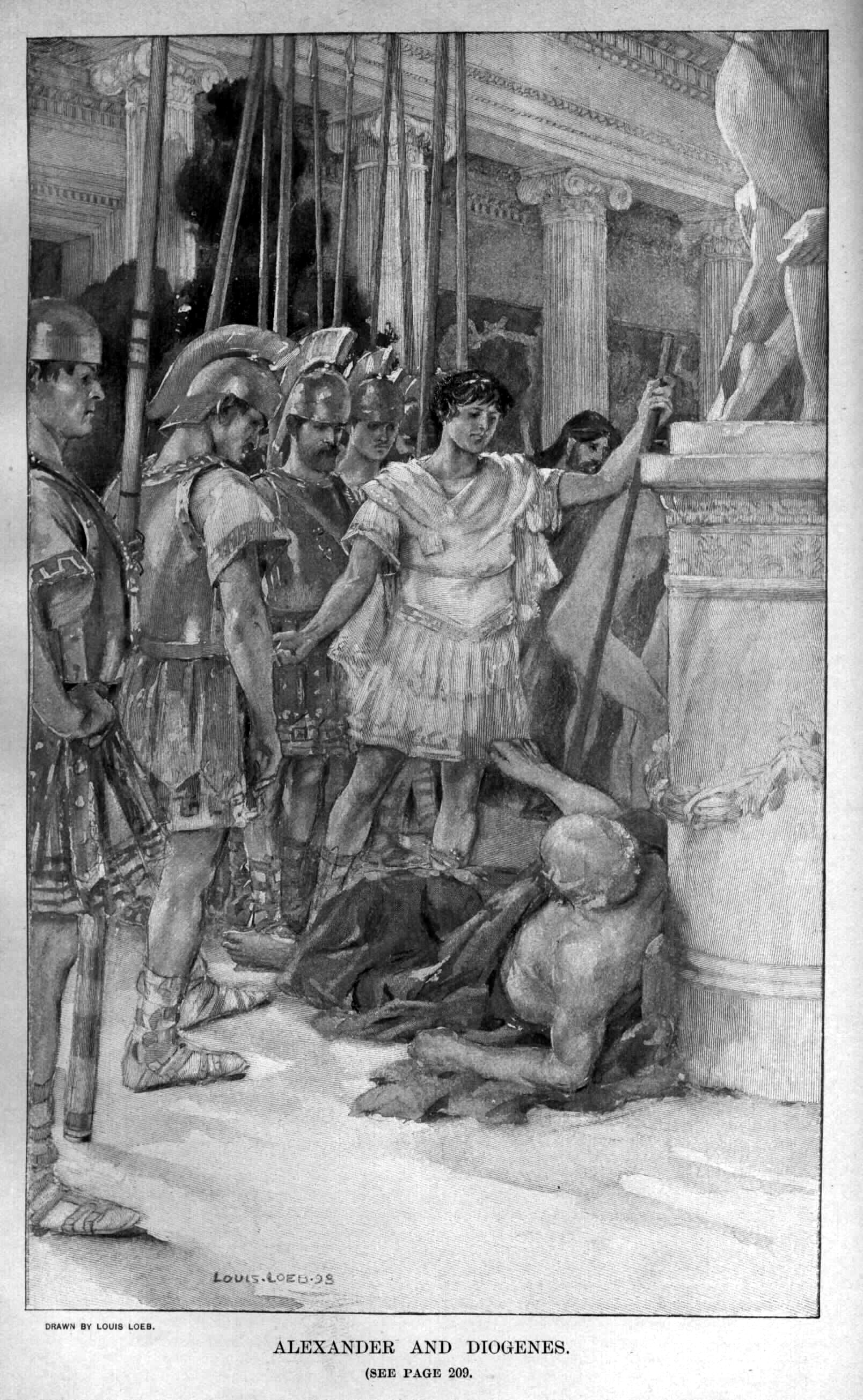
Alexander and Diogenes, litografia di Louis Loeb in Century Magazine, 1898 - Il soggetto della litografia è l'incontro di Alessandro e Diogene: Alessandro, con un seguito di soldati, sta in piedi davanti a Diogene che prende il sole sulla strada.

Secondo la leggenda, Alessandro rese visita al filosofo Diogene di Sinope e volendo esaudire un suo desiderio gli chiese cosa desiderasse. Secondo la versione narrata da Diogene Laerzio, Diogene rispose "Stai fuori dalla mia luce." Plutarco ne dà una versione più articolata:
(Plutarco)
Ci sono molte varianti minori di ciò che si suppone abbia risposto Diogene ad Alessandro. Secondo Cicerone, Diogene rispose con le parole: "Ora muoviti almeno un po' fuori dal sole." Secondo Valerio Massimo, Diogene rispose: "Più tardi, per ora vorrei che tu non stessi al sole." La dichiarazione di Alessandro, "se non fossi Alessandro vorrei essere Diogene." si trova anche in altre versioni dell'aneddoto.
Nella sua biografia di Alessandro, Robin Lane Fox fissa l'incontro nel 336 a.C., nell'unico anno in cui Alessandro fu a Corinto. L'Alessandro della storia non è il re dei re, sovrano della Grecia e dell'Asia, ma il promettente ed esuberante ventenne figlio di  Filippo di Macedonia, alla prima prova del suo coraggio in Grecia. Uno dei discepoli di Diogene, Onesicrito, in seguito si aggregò ad Alessandro e potrebbe essere stato la fonte originale di questa storia, abbellita nel racconto, che appare in Tolomeo I (14.2), Arriano, (Anabasi di Alessandro, 7.2.1) e "Plutarco" Moralia, 331. Le altre fonti maggiori sono quelle di Cicerone Tusculanae disputationes 5.32.92; Valerio Massimo Dictorum factorumque memorabilium 4.3. ext. 4; Plutarco Alexander 14; e Diogene Laerzio 6.32, 38, 60, e 68.
La storicità dei racconti di Plutarco e altri è stata messa in discussione, non da ultimo da G.E. Lynch nella sua voce su Diogene in Dictionary of Greek and Roman Biography and Mythology. Lynch sottolinea il fatto che Alessandro non aveva ancora il titolo che gli viene attribuito da Plutarco (monarca), in quanto lo ebbe solo dopo aver lasciato la Grecia, e considera questo un problema abbastanza importante nella valutazione dell'aneddoto nel senso che (a parte l'idea che Diogene viveva in una botte) dovrebbe essere "bandita dalla storia". "Considerando quali ricchi aneddoti così particolari una persona come Diogene avrebbe potuto raccontare," continua Lynch, "non dobbiamo meravigliarci se alcuni sono giunti fino a noi e sulla loro genuinità è lecito avere qualche dubbio." A.M. Pizzagalli suggerisce che il racconto ha le sue origini nell'incontro tra Alessandro e i Gimnosofisti in India, ed è stato tramandato nei circoli buddisti.
Ci sono variazioni significative tra i diversi racconti. Alcuni sostengono che l'incontro tra Diogene e Alessandro avvenne a Corinto, altri ad Atene e alcuni ancora in un Metroon. Inoltre, come osservato in precedenza, il racconto di Diogene Laerzio è suddiviso in due parti. Al 6.38 vi è la richiesta di Alessandro e la risposta di Diogene "Stai fuori dalla mia luce!". Alessandro con i suoi seguaci è tuttavia, a 6.32. A 6.68, D.L. da una terza versione dell'aneddoto, con Alessandro che risponde "è una buona cosa" ad una domanda di Diogene. A 6.60, D.L. dà ancora una quarta versione, questa volta con le due introduzioni interscambiabili: "Io sono Alessandro il grande, re" e "io sono Diogene il cane", auto-definizione che venne spiegata con la seguente interpretazione «Scodinzolo festosamente verso chi mi dà qualcosa, abbaio contro chi non dà niente, mordo i ribaldi» (V B, fr. 143 G.)
Nei suoi Dialoghi della morte (13), Luciano di Samosata immagina un incontro tra Alessandro e Diogene agli Inferi. Il filosofo, una volta di più, punge le pretese di Alessandro e gli prescrive un rigido getto d'acqua del Lete. 

### Interpretazione di Dione Crisostomo
Dione Crisostomo, nella sua quarta orazione sulla regalità, attribuisce una semplice morale all'aneddoto: le persone che sono schiette e franche hanno lo stesso rispetto per gli altri di quello che hanno per se stessi, mentre i codardi considerano queste persone come nemici. Un buon re rispetterà e tollererà il candore di un critico moralmente sincero (avendo cura di stabilire quali critici siano veramente sinceri, e quali stanno semplicemente fingendo sincerità), e la risposta di Diogene ad Alessandro è una prova della sincerità di Diogene: il suo coraggio nel rischiare di offendere Alessandro, senza sapere se il re avrebbe tollerato tale comportamento, lo indica come onesto.

### Interpretazione di Peter Sloterdijk
Secondo Peter Sloterdijk, nel suo Critique of Cynical Reason, questo è "forse l'aneddoto più noto dell'antichità greca, e non senza giustizia". Egli afferma che "Questo dimostra, in un sol colpo,  cosa l'antichità intendesse per saggezza filosofica; non tanto una conoscenza teorica, ma piuttosto uno spirito infallibile sovrano [… ] egli uomo saggio […] volta le spalle al principio personale di potere, all'ambizione e alla voglia di essere riconosciuto. Egli è il primo che è abbastanza disinibito per dire la verità al principe. La risposta di Diogene nega non solo il desiderio di potere, ma il potere del desiderio in quanto tale."

### Interpretazione di Samuel Johnson
Samuel Johnson scrisse su questo aneddoto, notando che, piuttosto che in relazione con il cinismo di Diogene, la questione andrebbe messa in relazione con il tempo: l'uscita di Alessandro dalla luce del sole significherebbe lo spreco del tempo degli altri fatto da altre persone "Ma se le opportunità di beneficenza sono negate dalla fortuna," scrive Johnson, "l'innocenza, almeno, dovrebbe essere vigilmente preservata. […] il tempo […] dovrebbe, al di sopra di ogni cosa, essere libero da invasioni; e tuttavia non c'è uomo che non rivendichi il potere di perdere quel tempo che è il diritto degli altri".

### Interpretazioni moderne
Nel 2005, Ineke Sluiter analizzò la prossemica dell'incontro, osservando che una caratteristica comune degli aneddoti era che Alessandro si avvicinò a Diogene, invertendo le consuete posizioni fra regalità e gente comune in cui quest'ultimo avrebbe dovuto essere fisicamente sottomesso. In questo modo, Diogene comunica la sua cinica indifferenza alle convenzioni in maniera non verbale.

## Ristrutturazione e reinterpretazione medievale

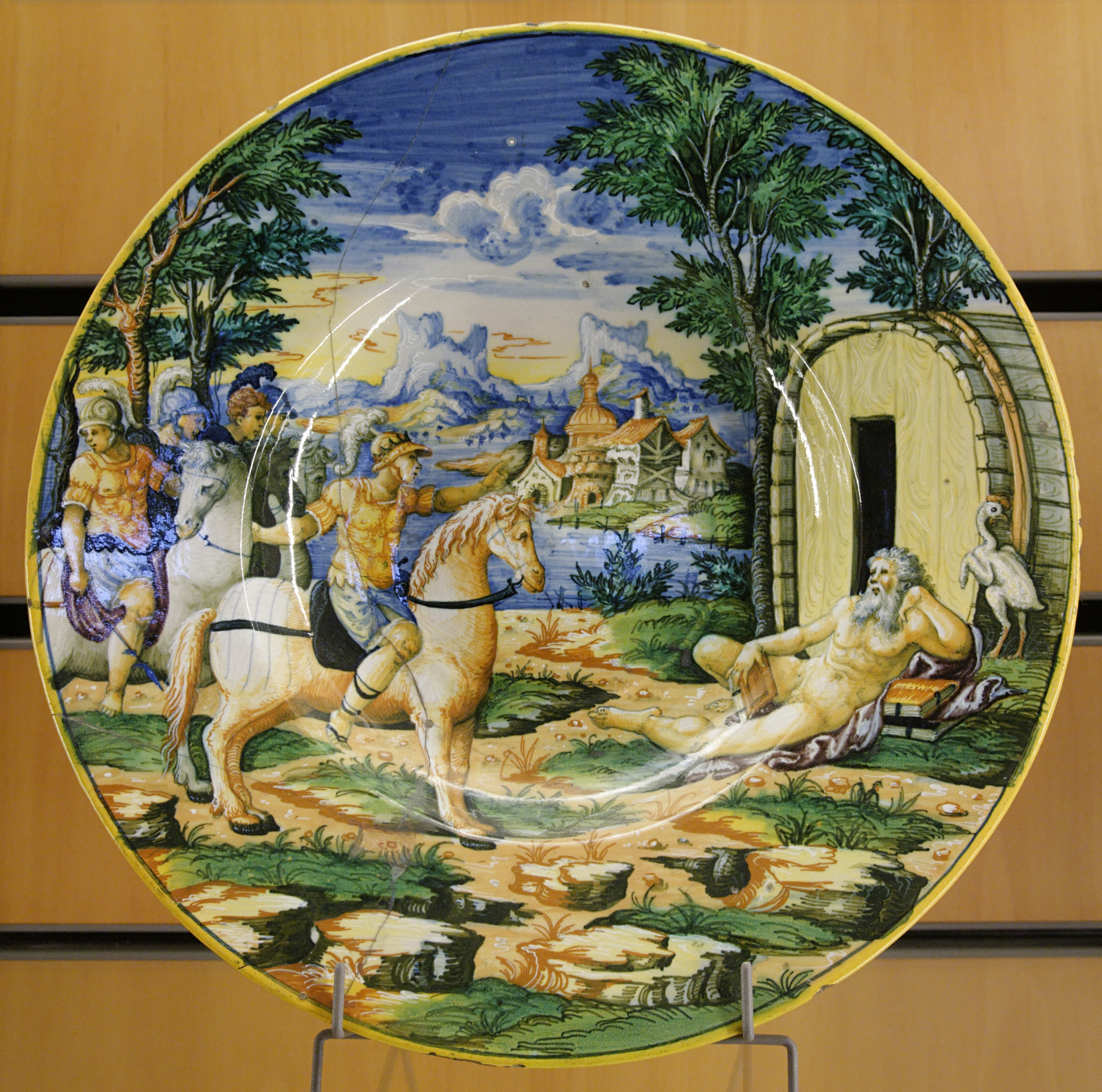
Alessandro Magno e Diogene, ceramica di Urbino del XVI secolo, esposta al Musée des Beaux-Arts de Lyon

L'aneddoto fu molto popolare tra gli studiosi medievali, a causa della sua menzione negli scritti di autori che erano popolari in quel periodo: Cicerone, Valerio Massimo e  Seneca. Valerio Massimo commenta "Alexander Diogenem gradu suo diuitiis pellere temptat, celerius Darium armis" (4.3. ext. 4). Seneca dice "multo potentior, multo locupletior fuit [Diogenes] omnia tunc possidente Alexandro: plus enim erat, quod hic nollet accipere quam quod ille posset dare.", e aggiunge "Alexander Macedonum rex gloriari solebat a nullo se beneficiis uictum." (De beneficiis 5.4.3; 5.6.1).
Questi commenti sono stati ampiamente riprodotti. Il pensiero filosofico nel Medioevo concordava con quello di Seneca, in particolare: Alessandro, il quale si vantava del fatto che nessuno poteva superarlo in fatto di liberalità, venne superato da Diogene, che si dimostrò il migliore uomo in tutte le cose, rifiutando di accettare da Alessandro qualsiasi cosa ad eccezione di ciò che questi non poteva dargli. Diogene richiese ad Alessandro di restituirgli la luce del sole, qualcosa che Alessandro non poteva dargli; e l'implicazione del racconto è che tutti i buoni doni vengono da Dio.
Una versione diversa dell'aneddoto, che comprendeva il nuovo materiale, ha cambiato il fulcro della storia, e ha causato la perdita della suddetta morale. Questa versione ha raggiunto l'Europa attraverso la Disciplina Clericalis e si può trovarla anche nelle Gesta Romanorum. In essa, l'incidente della luce solare viene spinto in una posizione subordinata, mentre l'obiettivo principale di Diogene era quello di identificare Alessandro come "il servo del suo servo". In questo aneddoto modificato, Diogene afferma ad Alessandro che la sua (di Diogene) volontà è soggetta alla sua ragione, mentre la ragione di Alessandro è soggetta alla sua volontà. Pertanto Alessandro è il servo del suo servo. La storia di bloccare la luce del sole, in questa versione, è solo una breve questione introduttiva; e, infatti, il racconto non è nemmeno detto come un incontro tra Diogene e Alessandro, ma come tra Diogene e i servi di Alessandro.
Will is my man and my servant,
And evere hath ben and evere schal.
And thi will is thi principal,
And hath the lordschipe of thi witt,
So that thou cowthest nevere yit
Take o dai rests of thi labour;
Bot forto ben a conquerour
Of worldes good, which mai noght laste,
Thou hiest evere aliche faste,
Wher thou no reson hast to winne.
Confessio Amantis, John Gower, III, 1280–1289
Fu quest'ultima forma di aneddoto che divenne popolare al di fuori dei circoli accademici nel Medioevo. La prima versione, incentrata sulla luce solare incidente, è stata limitata principalmente, per popolarità, ai soli studiosi. John Gower presentò questa versione nel suo Confessio Amantis. In Confessio l'incontro avviene tra opposti. Alessandro incarna un inquieto, terreno, conquistatore, considerando che Diogene è l'incarnazione della virtù filosofica: controllo razionale, pazienza e sufficienza. Alessandro brama il mondo e lamenta il fatto che non ha più niente da conquistare ("al the world ne mai suffise To will which is noght reasonable" — Confessio Amantis III 2436–2437) mentre Diogene si accontenta di non più che poche necessità della natura.
Il racconto di Gower usa i nomi autentici di Diogene e Alessandro, e questi sono i due personaggi nella maggior parte delle versioni medievali dell'aneddoto. Tuttavia, questo non è il caso per la Disciplina Clericalis né per il Gesta Romanorum, le prime apparizioni di questo aneddoto modificato. Nel primo caso, l'incontro è tra un re senza nome e Socrate; nel secondo, è tra Socrate e Alessandro. Secondo John David Burnley, questo suggerisce che l'aneddoto, almeno in questa forma, era destinato ad essere esemplificativo, piuttosto che una verità letterale. Non importava indicare con precisione i personaggi coinvolti, in quanto erano forme idealizzate, piuttosto che personaggi storici letterari. Essi simboleggiavano il conflitto tra un filosofo / critico e un re / vincitore, ed era la struttura dell'aneddoto ad essere importante, piuttosto che le identità specifiche dei protagonisti. Socrate è buono come Diogene proprio per questo scopo, anche se Alessandro è favorito come re, semplicemente perché nel Medioevo era diventato l'archetipo del conquistatore ed era considerato il più famoso della storia.
L'incontro appare in numerose opere del teatro elisabettiano come Campaspe di John Lyly. L'opera di Shakespeare, Re Lear potrebbe aver inteso parodiare questo aneddoto quando Re Lear incontra Edgar, figlio di Gloucester, vestito di stracci e dice: "Fammi parlare con questo filosofo".

## Dialogodi Henry Fielding
Henry Fielding riscrisse l'aneddoto in A Dialogue between Alexander the Great, and Diogenes the Cynic, pubblicato nella sua Miscellanies nel 1743. La versione di Fielding della storia usa di nuovo Alessandro come una rappresentazione idealistica del potere e Diogene come una rappresentazione idealistica della riflessione intellettuale. Tuttavia, egli ritrae due uomini fallibili. Entrambi sono verbalmente abili, e impegnano l'un l'altro, ma entrambi sono dipendenti dal sostegno di altri per il peso delle loro argomentazioni. Fielding non ama nessuno dei due personaggi, e nella sua versione dell'aneddoto ognuno dei due serve ad evidenziare la crudeltà e la cattiveria dell'altro. La falsa grandezza del conquistatore è mostrata in opposizione alla falsa grandezza del non fare filosofico, la cui retorica non porta a termine l'azione.

## Arti visive

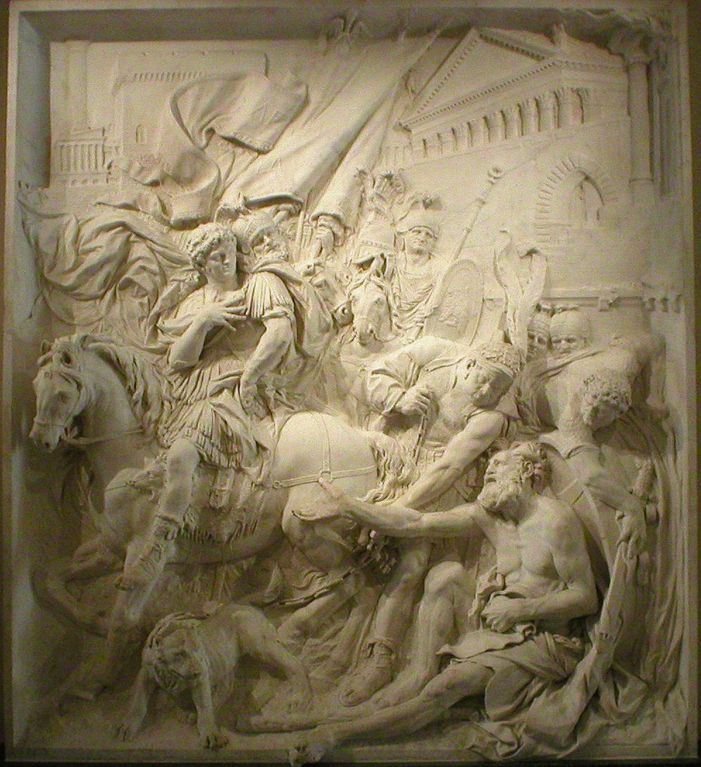
La rencontre d'Alexandre et de Diogène de Sinope di Pierre Paul Puget, 1680, al Musée du Louvre

### La rencontredi Puget
Il bassorilievo di Puget è ampiamente considerato come un capolavoro. Étienne Maurice Falconet lo descrive come un "errore sublime". Daniel Cady Eaton, storico dell'arte e professore di Critica dell'arte alla Yale University, ha osservato che il lavoro non è in linea con l'aneddoto, con Diogene raffigurato come un uomo pietoso e vecchio che estende le sue braccia e Alessandro come montato su un cavallo con una mano al petto in segno di scherno. I cavalli sono troppo piccoli per i cavalieri, e la catena con cui il cane viene tenuto è "abbastanza grande per l'ancora di una nave". Eugène Delacroix scrisse dell'opera: 
(Eugène Dalacroix)
Victor Duruy sullo stesso punto, scrisse:
(Victor Duruy)
Altri, come Gonse, elogiarono Puget: 

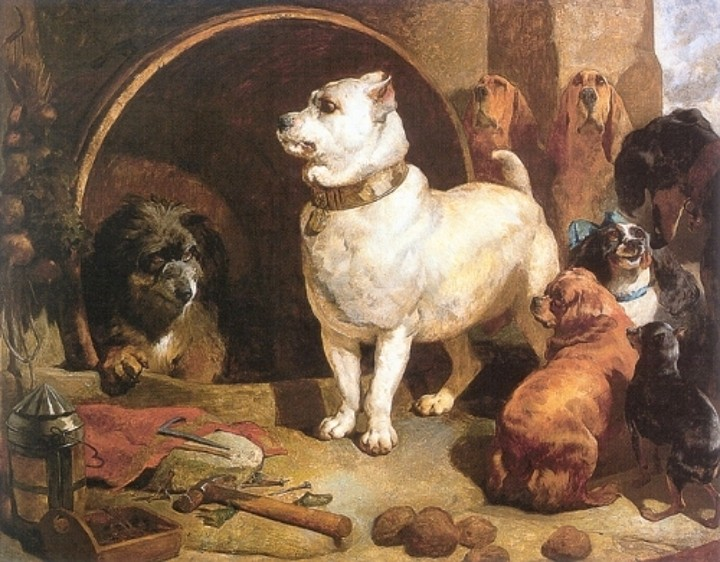
Alexander and Diogenes di Edwin Landseer, 1848, alla Tate collection

(Gonse)

### Alexander and Diogenesdi Landseer
In Alexander and Diogenes di Edwin Landseer, l'autore rappresenta l'incontro tra i due, come quello tra due cani. Alessandro è un bulldog bianco con un collare militare che guarda dall'alto in basso con arroganza Diogene, rappresentato come il cane di un maniscalco trasandato che giace in un barile.

 Landseer trasse l'ispirazione dall'incontro di due cani fatto per la strada, e uno osservava l'altro che si trovava all'interno di un barile e questo gli fece ricordare l'incontro tra Alessandro e Diogene. Il dipinto, a sua volta, ha ispirato i cani antropomorfi di Lilli e il vagabondo di Disney. Charles Darwin e Briton Rivière erano d'accordo tra loro sul fatto che il pelo del cane Alessandro era stato erroneamente rappresentato.

### Opere di Sebastiano Ricci

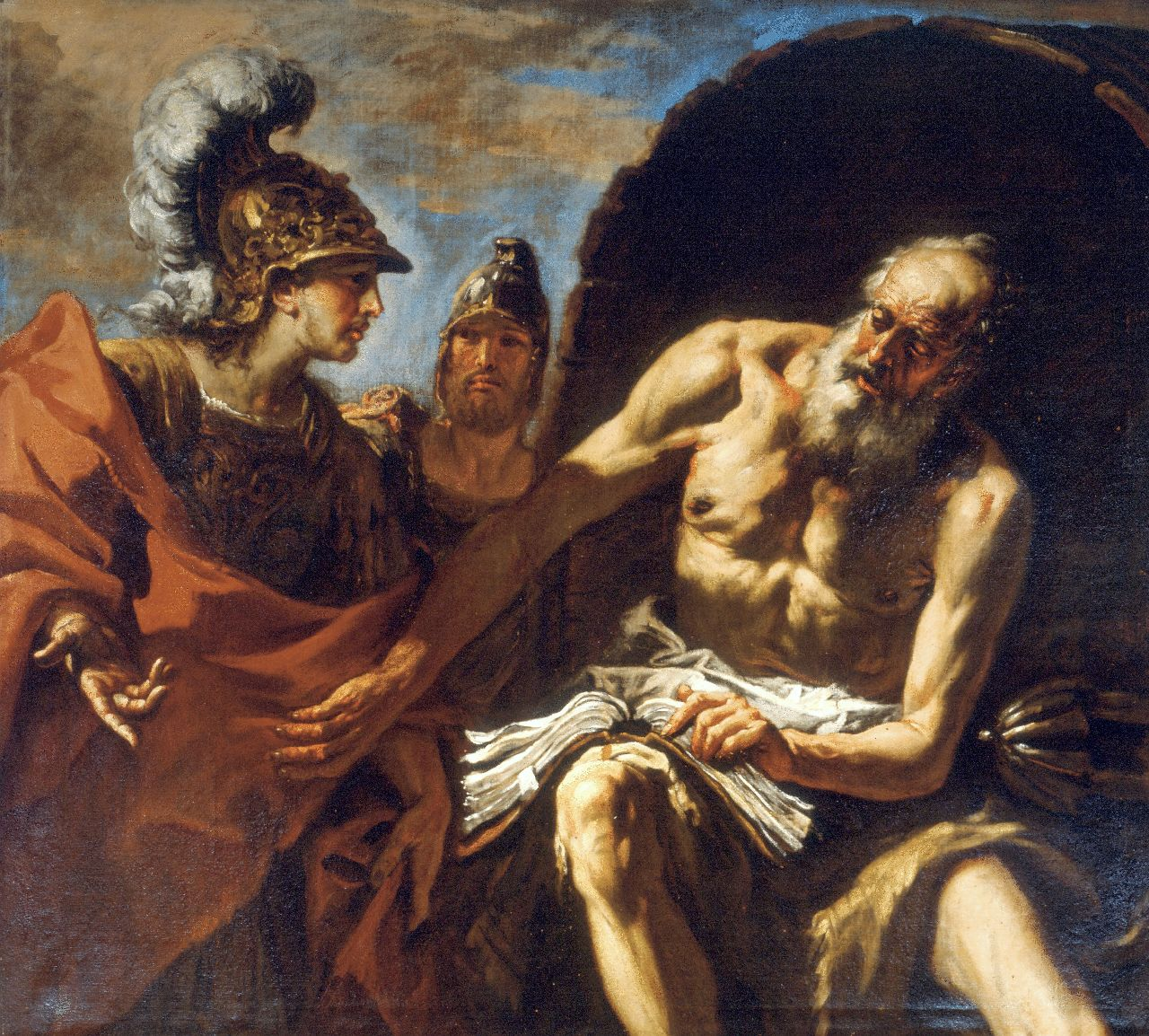
Diogene e Alessandro Magno di Sebastiano Ricci, realizzato tra il 1691 ca e 1695 ca, oggi situato nella Galleria Nazionale di Roma.

L'incontro tra Alessandro e Diogene fu oggetto di un disegno di Sebastiano Ricci e di un suo olio su tela visibile fino al 2023 presso i Musei civici di Belluno.